# Hans Ree
Hans Ree (15 de novembre de 1944, Amsterdam) és un Gran Mestre d'escacs neerlandès, que fa també de columnista d'escacs per a NRC Handelsblad. També col·labora amb els importants mitjans escaquístics New In Chess i ChessCafe.com. Entre les seves primeres publicacions hi destaquen Een blinde reus (Un gegant cec, 1989), Rode dagen en zwarte dagen (Dies vermells, dies negres, 1993) i Schaakstukjes (Peces d'escacs, 1993).
El seu darrer treball La comèdia humana dels escacs (Access Publishers Network, 2000) explica anècdotes del món dels escacs en clau d'humor, a partir de material de les seves columnes.
Campió d'Europa juvenil els anys 1964/65 i 1965/66, Ree va guanyar el Campionat d'escacs dels Països Baixos els anys 1967, 1969, 1971 i 1982. El 1971 va guanyar ex aequo amb Borís Spasski el Campionat d'escacs obert del Canadà. Va assolir el títol de Mestre Internacional el 1968 i el de Gran Mestre el 1980.